# Издольщина
Издо́льщина — вид аренды земли, при которой арендная плата взимается собственником земли долей полученного с неё урожая. Частным случаем издольщины является половничество — наём земли за половину урожая.
По мнению Карла Маркса, издольщина характерна для докапиталистических и ранних капиталистических форм эксплуатации мелких сельхозпроизводителей и в условиях зарождения капиталистических отношений являлась формой, переходной от феодальной аренды земли к капиталистической. 

## Кропперы в США
На Юге США после Гражданcкой войны и отмены рабства в США плантаторы разделили свои земли на мелкие участки и сдали в аренду бывшим чернокожим рабам — кропперам (англ. sharecroppers, croppers). Так к концу 1870-х годов основная масса негров стала издольщиками-кропперами у крупных землевладельцев, которые давали им сельхозинвентарь и руководили полевыми работами, забирая за это часть урожая.